# Ванько Лагодовський
Ванько Лагодовський  —  син Дмитра  Лагодовського та Анни Романовської, руський (український) галицький шляхтич, львівський гродський суддя (1498—1503 рр.), буський войський (за К. Несецьким ще у 1537 р.), володар Винник. Придбав Мірашів (1475 р.), частину Станимира (1479 р.), частину Боршева (1494 р.) за 300 гривень. Дружина — Анна, з нею у 1494 р. продали село Ясенів шляхтичу Пйотру Олеському за 300 гривень.  Згодом, успадкувавши від овдовілої сестри маєтки Свистельницьких (1498 р.). 1515 р. володів 30 селами (Винниками, Підберізціями, Підбірцями, Кам’янополем, Погорільцями, Станимиром та ін.  Остання згадка про Ванька Лагодовського датується 1537 р.   
За Романом Бучко: «Геральдики наводять ще два покоління – Іваська Ваньковича, якого оскаржує львівський канонік Понятовський за різні утиски та несплату десятини і проклинає з конфіскацією дібр аж до знесення прокляття у 1539 р., хоча раніше він оправдався від закиду про грабунок Винник та Підберізців. Його батько придбав ці села у Струмили, але вдова Єлизавета Струмилова мала якісь претензії. Інших відомостей про Іваська нема. Не відомо також нічого про його дружину. Теоретично Івасько і Ванько могли б бути однією особою, бо лише одна дитина у сім’ї на цей час була рідкістю. Дружина Ванька – Анна, про її походження  інформація відсутня. Друге покоління у вже згаданих геральдиків, яке пропустили Вл. Лозінський, а за ним і Михайло Влох,  — четверо дітей Іваська Ваньковича, серед них Олександр Ванько Лагодовський успадкував серед інших сіл Винники».